# Sara Giraudeau
Sara Giraudeau (Boulogne-Billancourt, 1 augustus 1985) is een Frans film-, televisie- en toneelactrice.

## Biografie
Sara Giraudeau werd geboren in 1985 in Boulogne-Billancourt in de Hauts-de-Seine, als kind van het acteurskoppel Anny Duperey en Bernard Giraudeau.
Al op jonge leeftijd was ze geïnteresseerd in zang, dans en komedie. In tegenstelling tot haar ouders die het Nationaal Conservatorium voor Dramatische Kunst bezochten, nam Sara Giraudeau haar eerste acteerlessen in Londen. Giraudeau debuteerde op 11-jarige leeftijd in de speelfilm Les Caprices d'un fleuve, geregisseerd door haar vader. Het jaar daarop debuteerde ze in het theater om een jonge burgerlijke vrouw te spelen in The Happy Prince van Oscar Wilde. Maar tijdens deze eerste ervaring op de planken kreeg ze veel problemen door podiumangst en besloot ze haar acteerlessen op te geven. Vier jaar later veranderde ze van gedachten maar ging ze door met de middelbare school totdat ze haar middelbareschooldiploma behaalde. Tussen 2003 en 2004 volgde ze de "Emitie-cursus" in het theater La Bruyère en op 17-jarige leeftijd trad ze toe tot de Périmony-cursus aan de "dramaschool Jean Périmony" in Parijs.
In 2006 gaf Isabelle Rattier, enthousiast over haar leerling-actrice, haar een rol in De Vagina Monologen van Ensler, geproduceerd en geregisseerd door Rattier zelf. Giraudeau stond samen met Marie-Paule Belle en Micheline Dax op de planken en het toneelstuk werd een groot succes. Daardoor kreeg Giraudeau een rol in La Valse des Pengouins, een toneelstuk van Patrick Haudecœur. Giraudeau werd op 14 mei 2007 bekroond met de Molière de la révélation théâtrale tijdens de Nuit des Molières en kreeg ook de Prix Raimu de la révélation voor haar rol.

### Privéleven
Giraudeau woont samen met acteur Simon Hubert, met wie ze twee dochters heeft.
Giraudeau is sinds 2007 meter van de vereniging Le Rire médecin. Zij was in 2017 ook de stem van de commercials van het Crédit Agricole.

## Filmografie

### Films
- 1996: Les Caprices d'un fleuve van Bernard Giraudeau : La petite demoiselle
- 2010: Imogène McCarthery van Alexandre Charlot en Franck Magnier : Nancy Nankett
- 2010: Mémoires d'une jeune fille dérangée van Keren Marciano (kortfilm) : Lola
- 2013: Denis van Lionel Bailliu : Nathalie
- 2013: Boule et Bill van Alexandre Charlot en Franck Magnier : Caroline (stem)
- 2014: La Belle et la Bête van Christophe Gans : Clotilde
- 2015: Les Bêtises van Rose en Alice Philippon : Sonia
- 2016: Rosalie Blum van Julien Rappeneau : Cécile
- 2016: Vendeur van Sylvain Desclous : Chloé
- 2016: Papa ou Maman 2 van Martin Bourboulon : Bénédicte
- 2017: Petit Paysan van Hubert Charuel : Pascale
- 2017: Et mon cœur transparent van David Vital-Durand en Raphaël Vital-Durand : Marie-Marie

### Televisie
- 2008: Marie et Madeleine van Joyce Buñuel : Josy
- 2008: Les Poissons marteaux van André Chandelle : Ella
- 2009: L'Évasion van Laurence Katrian tv-film) : Julia
- 2010: Le Roi, l'Écureuil et la Couleuvre van Laurent Heynemann : Marie-Madeleine Fouquet
- 2014: Les Fusillés van Philippe Triboit (tv-film) : Marguerite
- 2015-heden : Le Bureau des légendes van Eric Rochant : Marina Loiseau

## Theater
- 2005: Les Monologues du vagin van Eve Ensler, onder regie van Isabelle Rattier, Petit Théâtre de Paris
- 2007: La Valse des pingouins van Patrick Haudecœur, onder regie van Jacques Décombe, Théâtre des Nouveautés
- 2008: La Tectonique des sentiments van en onder regie van Éric-Emmanuel Schmitt, Théâtre Marigny
- 2009: La Nuit des rois van William Shakespeare, onder regie van Nicolas Briançon, Festival d'Anjou, Théâtre Comédia
- 2010: Colombe van Jean Anouilh, onder regie van Michel Fagadau, Comédie des Champs-Élysées
- 2011: Colombe van Jean Anouilh, onder regie van Michel Fagadau, tournee
- 2012: L'Alouette van Jean Anouilh, onder regie van Christophe Lidon, Théâtre Montparnasse
- 2013: Zelda & Scott van en onder regie van Renaud Meyer, Théâtre La Bruyère
- 2016: L'envol van Pierre Tré-Hardy, onder regie van Thierry Harcourt, La Pépinière-Théâtre

## Prijzen en nominaties
De belangrijkste:
| Jaar | Prijs         | Categorie                    | Film         | Uitslag     |
| ---- | ------------- | ---------------------------- | ------------ | ----------- |
| 2018 | César         | Beste vrouwelijke bijrol     | Petit Paysan | Gewonnen    |
| 2016 | César         | Beste jong vrouwelijk talent | Les Bêtises  | Genomineerd |
| 2016 | Prix Lumières | Beste jong vrouwelijk talent | Les Bêtises  | Genomineerd |